# Lance Armstrong
Lance Edward Armstrong (* 18. September 1971 in Plano, Texas, als Lance Edward Gunderson) ist ein ehemaliger US-amerikanischer Radrennfahrer und Triathlet. Er gilt als einer der größten Sportbetrüger der Geschichte.
Armstrong gewann im Alter von 21 Jahren die Profi-Straßenweltmeisterschaft 1993 in Oslo und ist damit der bisher jüngste Profi-Straßenweltmeister. Er erkrankte 1996 an Hodenkrebs, kehrte nach seiner Heilung 1998 in den Profiradsport zurück und gewann in den Jahren 1999 bis 2005 sieben Mal die Tour de France. Diese Siege wurden ihm später wegen Dopings wieder aberkannt. Nach seinem siebten Tour-de-France-Sieg erklärte er seinen Rücktritt vom Radsport, nahm seine Karriere jedoch im Jahr 2009 wieder auf, ohne an seine alten Leistungen anknüpfen zu können. Seine Radsportlaufbahn endete im Jahr 2011 endgültig. Er beteiligte sich anschließend bis in das Jahr 2012 erfolgreich an Triathlon-Wettbewerben. Zeitweise war der prominente Sportler und Volksheld in den USA auch für eine politische Karriere im Gespräch. Seine Biographie und seine sportlichen Erfolge verwertete er auch erfolgreich in einer Stiftung und politischen Initiativen, so für ein zentrales Krebsforschungszentrum in seinem Heimatstaat Texas.
Seine Karriere war stets von Dopinggerüchten begleitet, die zunahmen, nachdem mehrere seiner ehemaligen Teamkollegen Doping zugegeben und mit den Behörden kooperiert hatten. Ermittlungen der US-Staatsanwaltschaft gegen Armstrong wurden zwar Anfang 2012 eingestellt, mündeten aber in einem sportrechtlichen Verfahren der US-Antidopingagentur, die Armstrong letztlich mit Wirkung ab dem 1. August 1998 lebenslang sperrte. Diese Sperre wurde durch den Weltradsportverband UCI in seiner Entscheidung vom 22. Oktober 2012 übernommen, so dass Armstrong alle nach dem 1. August 1998 gewonnenen Titel, darunter die Gesamtsiege bei der Tour de France, verlor. Armstrong, der bis dahin Doping stets abgestritten hatte, gestand am 13. Januar 2013 in der US-amerikanischen Talkshow Oprah’s Next Chapter den Dopingmissbrauch als Radsportler.

## Leben und Laufbahn

### Jugend und Amateurzeit
Lance Armstrong wuchs in Plano auf, einem Vorort von Dallas, Texas. Sein leiblicher Vater verließ die Familie, als Lance zwei Jahre alt war – die beiden sind sich seither nie mehr persönlich begegnet. Seine Mutter Linda Mooneyham heiratete drei Jahre nach Lances Geburt Terry Armstrong, der ihn 1974 adoptierte. Das Verhältnis zwischen Stiefvater und Stiefsohn war nach Angaben Armstrongs schlecht. Er sei vom Stiefvater nicht nur hart, sondern auch gewalttätig „erzogen“ worden. Der Sport sei eine Möglichkeit gewesen, sich von ihm fernzuhalten.
Armstrong begann seine sportliche Karriere im Alter von 13 Jahren als Triathlet und bestritt als 16-Jähriger sein erstes Rennen in der Erwachsenenkategorie. 1988 wurde er in Wilkes-Barre Dritter bei der nationalen Meisterschaft auf der Triathlon-Kurzdistanz (1,5 km Schwimmen, 40 km Radfahren und 10 km Laufen). 1989 und 1990 wurde er nationaler Meister auf der Triathlon-Sprintdistanz.
Mit 17 Jahren erhielt er eine Einladung zu einem sechswöchigen Trainingslager der Junioren-Rad-Nationalmannschaft.
1991 gewann Lance Armstrong als Amateur den US-amerikanischen Meistertitel im Straßenrennen. 1992 belegte er bei den Olympischen Spielen in Barcelona den 14. Platz im Straßenrennen. Am 8. August 1992 wurde er beim Team Motorola Profi.

### Erste Phase der Profikarriere: 1993–1996
Gleich bei seinem zweiten Rennen in Europa, der prestigeträchtigen Meisterschaft von Zürich, belegte Armstrong den zweiten Platz. Bei seiner ersten Teilnahme an der Tour de France 1993 gewann er eine Etappe, gab allerdings im Laufe der Rundfahrt auf. Im selben Jahr wurde er in Oslo im Alter von 21 Jahren als jüngster Fahrer aller Zeiten Profi-Straßenweltmeister. 1995 fuhr er erstmals die Tour zu Ende und gewann dabei erneut eine Etappe. Auf der Ziellinie streckte er dabei seine Arme aus und deutete mit dem Finger gen Himmel, um an den drei Tage zuvor tödlich verunglückten Mannschaftskollegen Fabio Casartelli zu erinnern. Der Amerikaner galt inzwischen als einer der besten Spezialisten für Eintagesrennen. So gewann er zum Beispiel die Clásica San Sebastián 1995 und den Flèche Wallonne 1996. Er wurde jedoch keineswegs als Bergfahrer oder potenzieller Sieger der Tour de France gehandelt.

### Krebserkrankung
Am 2. Oktober 1996, nur kurz nach der Vertragsunterzeichnung bei Équipe Cofidis, wurde bei Armstrong Hodenkrebs im fortgeschrittenen Stadium diagnostiziert. So hatten sich bereits Lymphknotenmetastasen im Bauchraum sowie in der Lunge und zwei Tumoren im Gehirn gebildet. Zwei Operationen und eine vier Zyklen beinhaltende Chemotherapie schlossen sich an und die Krebserkrankung konnte schließlich erfolgreich behandelt werden. Der rechte Hoden musste operativ entfernt werden. Hätte Armstrong die übliche Chemotherapie PEB (Cisplatin, Etoposid und Bleomycin) gewählt, so wäre an eine Fortsetzung seiner Radsportkarriere nicht zu denken gewesen, da einer der Wirkstoffe eine Verringerung der Lungenkapazität bewirken kann. Aus diesem Grund entschloss sich Armstrong für die im Behandlungszeitraum wesentlich belastendere Chemotherapie VIP (Vincristin, Ifosfamid und Cisplatin), die jedoch keine negativen Auswirkungen auf seine langfristige Leistungsfähigkeit hatte.

### Zweite Phase der Profikarriere: 1998–2005

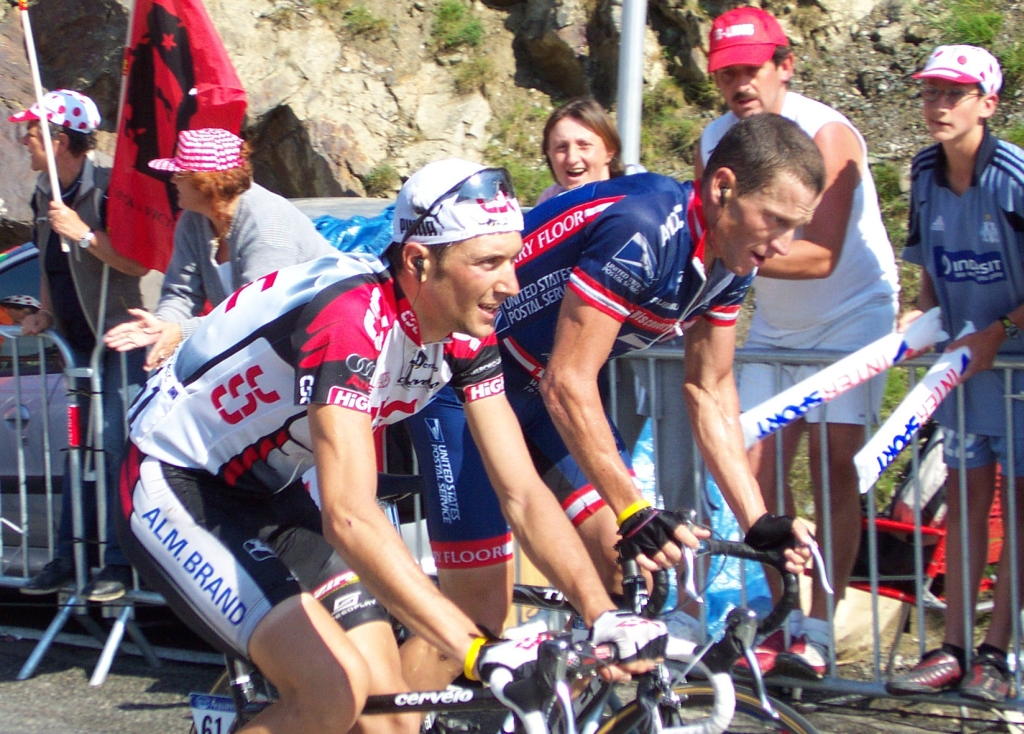
2004: Lance Armstrong zusammen mit dem späteren Tour-Dritten Ivan Basso (links) ca. 500 m vor dem Ziel bei der Bergankunft in La Mongie

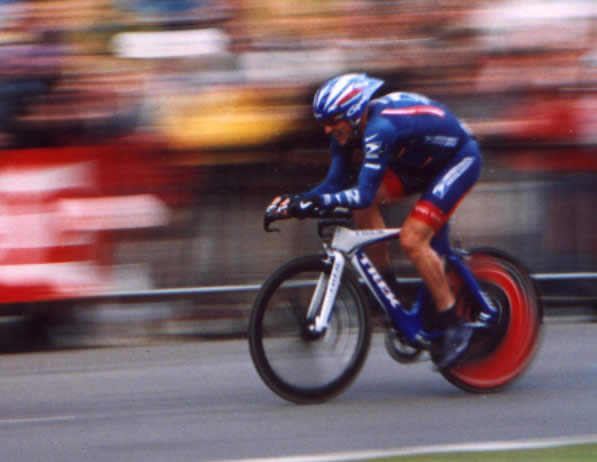
Lance Armstrong beim Prolog der Tour de France 2004

Im Frühjahr 1998 kehrte Armstrong in den Radsport zurück. Inzwischen beim amerikanischen Team US Postal Service unter Vertrag, waren die ersten Monate nicht erfolgreich. Im Herbst 1998 stellten sich erste Erfolge ein. Nach dem Sieg bei der Luxemburg-Rundfahrt beendete er die Vuelta a España sensationell auf dem vierten Platz, was die bis dahin beste Platzierung des einstigen Klassikerspezialisten bei einer großen Rundfahrt bedeutete. Die Platzierung bei der Spanienrundfahrt wurde später, wie alle anderen Platzierungen Armstrongs nach dem 1. August 1998, aberkannt.
Armstrong gewann die Tour de France erstmals im Juli 1999, wobei er auch vier Etappensiege errang. Auf den Bergetappen und besonders im Einzelzeitfahren baute er seinen Vorsprung aus. Armstrongs Sieg wurde weltweit als das „Comeback des Jahrhunderts“ gefeiert.
Armstrong gewann die Tour auch in den Jahren 2000, 2001, 2002, 2003, 2004 und 2005. Im Rahmen seiner Tour-Vorbereitung gewann Armstrong einige renommierte Vorbereitungsrennen, so die Tour de Suisse 2001 und das Critérium du Dauphiné Libéré 2002 und 2003.
Seine im Jahr 2000 erschienene Autobiografie It’s Not About the Bike: My Journey Back to Life (deutsch: Tour des Lebens) wurde ein Bestseller. Er widmete sie vor allem seinem Kampf gegen den Krebs.
2004 gewann er die Tour de France zum sechsten Mal in Folge. Damit übertraf er die bisherigen Rekordhalter, die fünffachen Tour-de-France-Sieger Jacques Anquetil, Eddy Merckx, Bernard Hinault sowie Miguel Induráin. Induráin hatte vor Armstrong als einziger Fahrer fünf aufeinanderfolgende Siege (in den Jahren 1991 bis 1995) erzielt. Armstrong dominierte das Rennen: er gewann insgesamt fünf Etappen (drei davon in Folge) und hatte insgesamt mehr als sechs Minuten Vorsprung auf den Zweiten, Andreas Klöden. Die Art und Weise, mit der er bei jeder einzelnen Etappe um den Sieg kämpfte, sowie seine Überlegenheit brachten ihm Vergleiche mit Eddy Merckx ein.
Sein Verhalten im Rennen wurde kritisiert: So unterband Armstrong bei der Tour de France 2004 mehrfach die Ausreißversuche des für ihn im Gesamtklassement völlig ungefährlichen Fahrers Filippo Simeoni, der im Doping-Prozess gegen den beide Fahrer behandelnden Arzt Michele Ferrari ausgesagt hatte. Armstrong bezichtigte Simeoni der Lüge; beide standen sich in Verfahren wegen Verleumdung und Zeugeneinschüchterung gegenüber, die aber eingestellt wurden.
Ende 2004 zog sich das Unternehmen US Postal Service nach Kritik an seinem Sponsorengagement aus dem Profisport zurück. Das Sponsoring wurde von der Discovery Communications übernommen und nannte es Discovery Channel Pro Cycling Team. Armstrong gewann die Tour de France im Juli 2005 zum siebten Mal. Nach der Siegerehrung hielt er zum Abschluss seiner Karriere eine Rede, in der er allen dankte, die seine Siege möglich gemacht hatten. Er dankte auch Ivan Basso und Jan Ullrich, die neben ihm auf dem Podium standen, und sagte, er würde dem Radsport für immer als Fan erhalten bleiben.
Armstrongs sportlicher Erfolg und sein Tour-Rekord galten als untrennbar verbunden mit seinem Sportlichen Leiter Johan Bruyneel und seinem Trainer Chris Carmichael.

### Dritte Phase der Profikarriere: 2009–2011
Im September 2008 gab Armstrong bekannt, dass er ab der laufenden Saison 2009 in den professionellen Straßenradsport zurückkehren werde. Er kündigte in einer Videobotschaft an, dass er seinen ersten Giro d’Italia im Jahr 2009 fahren werde. Die Vorwürfe, dies lediglich als Vorbereitung auf die Tour de France zu sehen, wies er zurück. Die Teilnahme an seinem ersten Comebackrennen, der Tour Down Under 2009, sorgte im Nachhinein, aufgrund der Nichtteilnahme am UCI-Testpool (→Rolle des Weltradsportverbands) und der Zahlung hoher Startgelder (→Enthüllungen zur Tour Down Under 2009), für Kontroversen.
Während der ersten Etappe der Vuelta a Castilla y León am 23. März wurde Armstrong in einen Massensturz verwickelt. Dabei zog er sich einen Bruch des Schlüsselbeins zu. Obwohl viele Experten vermutet hatten, Lance Armstrong könne den Giro d’Italia 2009 aufgrund seines gebrochenen Schlüsselbeins nicht bestreiten, beendete er die seit 100 Jahren ausgetragene Italienrundfahrt als Zwölfter der Gesamtwertung mit einem Rückstand von 15 Minuten auf den Gesamtsieger. Die 96. Tour de France beendete Armstrong als Drittplatzierter mit einem Rückstand von 5:24 Minuten auf seinen spanischen Teamkollegen und Kapitän Alberto Contador.
Im Jahr 2010 stand Armstrong als Dritter bei der Luxemburg-Rundfahrt zum letzten Mal in einem Profirennen auf dem Podium. Bei der 97. Tour de France wurde er 23. mit einem Rückstand von 39:20 min auf den später nachträglich wegen Dopings disqualifizierten Sieger Alberto Contador.
Am 23. Januar 2011 beendete er bei der Tour Down Under mit dem 67. Platz in der Gesamtwertung seine Karriere. Dies war Armstrongs letztes Profirennen außerhalb der USA.

### Triathlon-Karriere 2011–2012
Nach Beendigung seiner Profiradsportkarriere startete Lance Armstrong am 23. Oktober 2011 bei der Xterra-Weltmeisterschaft im Cross-Triathlon und belegte den 23. Rang (1,5 km Schwimmen, 29,5 km Mountainbike und 9,8 km Crosslauf). Im Februar 2012 kündigte Armstrong den Start bei mehreren Triathlon-Rennen (Ironman und Halbdistanz) an. Er löste hierzu eine Profilizenz und belegte bei seinem ersten Start der Ironman-Serie beim Ironman 70.3 Panama den zweiten Rang (halbe Ironmandistanz: 1,9 km Schwimmen, 90 km Radfahren und 21,1 km Laufen). Im April 2012 erreichte er beim Ironman 70.3 Texas den siebten Rang, nachdem er nach der Radstrecke noch in Führung gelegen hatte, in St. Croix erreichte er den dritten Rang und beim Ironman 70.3 Florida holte er sich im Mai mit neuem Streckenrekord von 3:45:38 h den ersten Sieg. Beim Ironman 70.3 Hawaii konnte Armstrong am 2. Juni 2012 seinen zweiten Sieg in 3:50:55 h feiern.
Armstrongs Ziel war nach seinen Angaben eine Qualifikation für die Ironman-Weltmeisterschaft (Ironman Hawaii). Sein erster Start über die Ironman-Distanz (3,86 km Schwimmen, 180,2 km Radfahren und 42,195 km Laufen) war eigentlich für den Ironman France im Juni 2012 geplant, aufgrund der laufenden Ermittlungen durch die USADA wurde Armstrong jedoch nicht für den Start zugelassen.

## Doping

### Erste Vorwürfe
Armstrongs Radsportkarriere war bereits früh von Dopingvorwürfen, insbesondere der französischen Presse, belastet. Schon vor der Veröffentlichung der positiven B-Proben durch L’Équipe 2005 musste sich Armstrong mit der Anschuldigung auseinandersetzen, er setze gezielt illegale Mittel zur Leistungssteigerung ein, beziehungsweise missbrauche seine frühere Krebserkrankung zum erhöhten Medikamenteneinsatz, namentlich Testosteron. Im Jahr 2000 räumte Armstrong ein, seit 1995 von dem bekannten Dopingspezialisten Michele Ferrari beraten zu werden. Unmittelbar vor der Tour de France 2004 erschien zu diesem Thema das Buch L. A. Confidentiel: Les secrets de Lance Armstrong (auf Deutsch etwa L. A. vertraulich: Die Geheimnisse des Lance Armstrong), in dem schwere Vorwürfe gegen ihn erhoben wurden. Die französische Sporttageszeitung L’Équipe meldete 2005, dass in Dopingtests von Armstrong aus dem Jahr seines ersten Tour-de-France-Erfolgs 1999 mit neuen Methoden das Dopingmittel EPO (Erythropoetin) nachgewiesen worden sei. Armstrong wurde im Nachhinein von der UCI entlastet, der Bericht gilt aber mittlerweile als zutreffend.

### Aufdeckung und Sperre
Ab dem Jahr 2010 räumten ehemalige Teamkollegen bei US Postal wie Floyd Landis und Tyler Hamilton ein, zusammen mit Armstrong gedopt zu haben. Es kam auch zu strafrechtlichen Ermittlungen. Am 13. Juni 2012 wurde Armstrong offiziell von der USADA wegen Dopings angeklagt und umgehend für alle Rennen, auch für Triathlon-Wettbewerbe, gesperrt. Armstrong dementierte am selben Tag alle Vorwürfe und bekräftigte, niemals gedopt zu haben. Am 24. August 2012 entschied die USADA, Armstrong sämtliche Wettkampfergebnisse ab dem 1. August 1998 abzuerkennen (inklusive der Tour-de-France-Siege) und ihn lebenslang zu sperren, nachdem er zuvor mitgeteilt hatte, sich nicht mehr vor einem Schiedsgericht gegen die Dopingvorwürfe der USADA wehren zu wollen.
Am 10. Oktober 2012 veröffentlichte die US-Antidopingagentur USADA ihren Bericht zu den Dopingpraktiken von Lance Armstrong und übergab ihn an den Radsport-Weltverband UCI. Die zentralen Aussagen des Berichts lauteten, dass die Erfolge des Teams US Postal und von Lance Armstrong unter massivem Einsatz von Dopingmitteln erreicht worden seien, der in dieser Größenordnung in der Sportgeschichte noch nie aufgedeckt worden sei. Mehr als ein Dutzend ehemaliger Weggefährten bestätigten unter Eid, dass Armstrong von Beginn bis zum Ende seiner Karriere zu Doping gegriffen habe. Nach vier Jahren Recherche kam die USADA damit zu dem Ergebnis, dass Armstrong das „höchstentwickelte, professionellste und erfolgreichste Dopingprogramm, das die Sportwelt jemals gesehen hat“, betrieben habe (siehe auch The Program – Um jeden Preis). Im Zuge der Enthüllungen um die Dopingpraktiken seines ehemaligen Teams beendeten immer mehr Sponsoren ihre noch laufenden Verträge mit Armstrong, darunter der Sportartikelhersteller Nike und der Fahrradhersteller Trek.
Am 22. Oktober 2012 erkannte die UCI Armstrong alle Titel seit dem 1. August 1998 inklusive seiner sieben Siege bei der Tour de France ab und sprach eine lebenslange Sperre gegen den US-Amerikaner aus. Seitdem gilt Armstrong als einer der „größten Betrüger der Sportgeschichte“.
In einem am 17. Januar 2013 ausgestrahlten, zuvor aufgezeichneten Interview in der Show Oprah’s Next Chapter räumte Armstrong im Interview gegenüber Oprah Winfrey die jahrelange Einnahme von leistungssteigernden Substanzen ein, unter anderem für die Zeit all seiner Tour-de-France-Siege. Dies war bereits am 15. Januar von Nachrichtenagenturen vermeldet worden.
Am 17. Januar 2013 erkannte das Internationale Olympische Komitee Armstrong die Bronzemedaille aus dem Jahr 2000 ab (siehe Liste der aberkannten olympischen Medaillen). Er hatte beim Einzelzeitfahren den dritten Platz belegt.

### Rolle des Weltradsportverbands
Nach einem im März 2015 veröffentlichten Bericht der von der durch die UCI eingesetzten Cycling Independent Reform Commission wurde Armstrong während der Amtszeit der UCI-Präsidenten Hein Verbruggen und Pat McQuaid durch die UCI entgegen dem Antidoping-Reglement und gegen Good-Governance-Prinzipien begünstigt. Insbesondere kritisierte die CIRC die Praxis der UCI entgegen dem eigenen Regelwerk nachträgliche Genehmigungen für den ausnahmsweise zulässigen Gebrauch von eingeschränkt zulässigen Präparaten, Therapeutic Use Exemption (TUE), nach bereits vorliegendem positiven Dopingtest zuzulassen, im Falle Armstrongs positiven Kortisonbefunds bei der Tour de France 1999. Weiterhin wurde auf einen zeitlichen Zusammenhang zwischen einer Ausnahmegenehmigung für Lance Armstrong hingewiesen, der aufgrund einer nicht ausreichenden Zeit im UCI-Testpool nach dem Reglement eigentlich bei der Tour Down Under 2009 nicht hätte starten dürfen, und dessen Startzusage bei der Irland-Rundfahrt, die von Pat McQuaids Bruder Darach organisiert wurde. Außerdem sei Lance Armstrong anlässlich von zwei zwar nicht als „positiv“, aber als „sehr verdächtig“ bezeichneten Dopingproben bei der Tour de Suisse 2001 auf Initiative des Weltverbandes durch einen Pharmakologen über das Testverfahren auf EPO unterrichtet worden. Die UCI habe als Spenden deklarierte Geldzahlungen Armstrongs in Höhe von 125.000 Dollar angenommen, auch wenn nicht belegt sei, dass diese Zahlungen im Zusammenhang mit der Vertuschung von Dopingproben stand. Die UCI habe zugunsten Armstrongs Einfluss auf den Bericht des niederländischen Juristen Emile Vrijman genommen, der die positiven Nachtests auf EPO bei der Tour de France 1999 bewerten sollte und auch Armstrongs Partei gegen die World Anti-Doping Agency ergriffen.

## Enthüllungen zur Tour Down Under 2009
Im März 2019 wurde bekannt, dass Lance Armstrong für seinen Start bei der Tour Down Under 2009 1,5 Millionen australische Dollar (umgerechnet 950.000 Euro) von der Regierung des Bundesstaates South Australia erhalten habe, zusätzlich zur Übernahme von Flug- und Hotelkosten sowie weiterer Ausgaben. Es sei vereinbart worden, diese Vereinbarung geheim zu halten. Das teilte der Finanzminister Rob Lucas mit, der bereits in der Vergangenheit versucht hatte, den Deal der früheren Regierung publik zu machen. Eine zehn Jahre währende Verschwiegenheitsklausel verhinderte allerdings die Offenlegung der Zahlen. Nach der lebenslangen Sperre wegen Dopings im Jahre 2012 habe die Regierung diesen Zuschuss von Armstrong auch nicht wieder zurückgefordert.
Auch für seine Starts in den Jahren 2010 und 2011 sei Armstrong bezahlt worden, die Zahlen sind indes nicht bekannt. Der 2019 amtierende Tourismusminister Leon Bignell verteidigte diese Ausgaben: Armstrong habe damals als „größter Radsportler der Welt“ gegolten und seine Starts hätten dazu beigetragen, das Rennen auf ein höheres Niveau zu heben.

## Privatleben

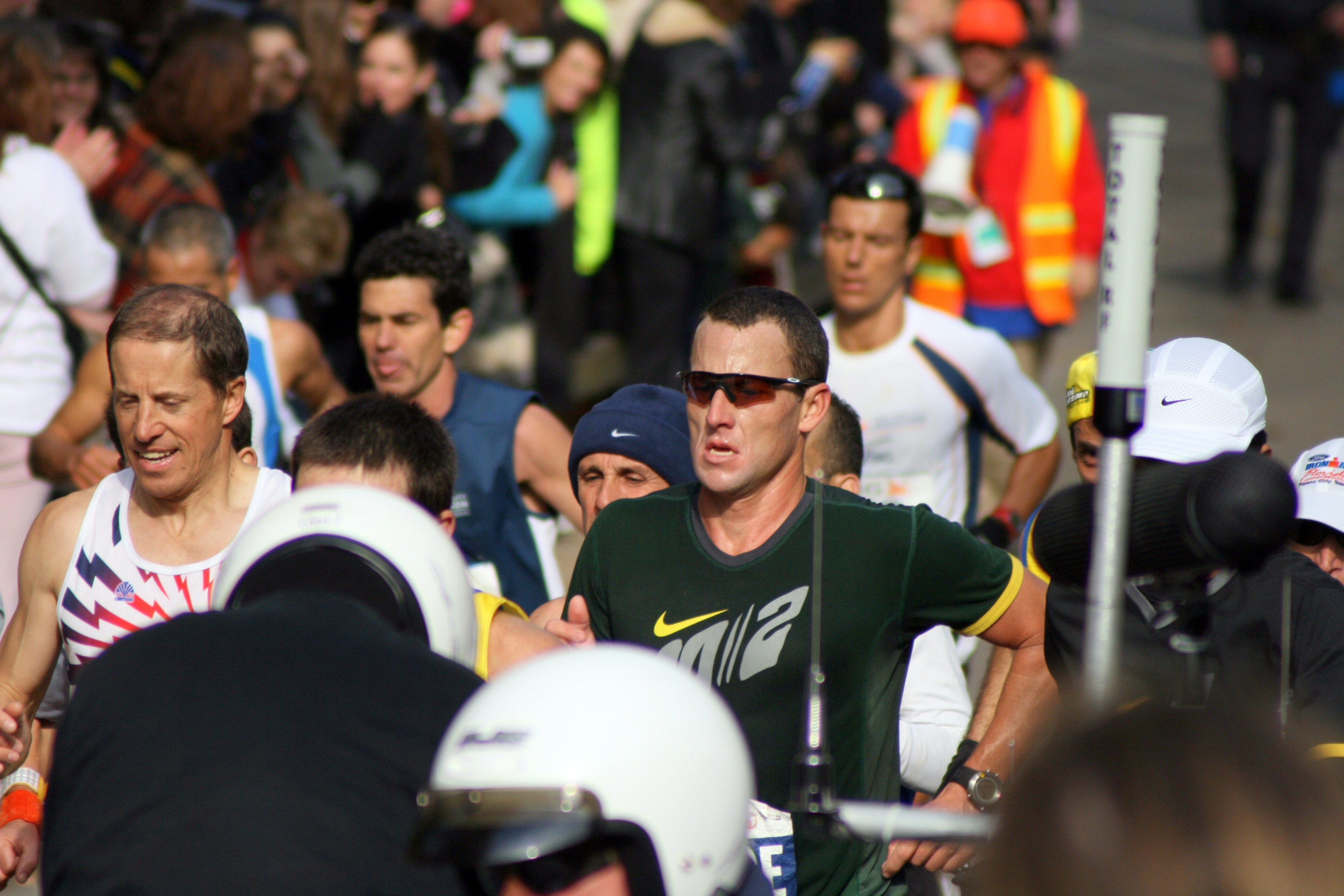
Lance Armstrong beim NYC-Marathon 2006

Armstrong hat zusammen mit seiner ehemaligen Frau Kristin Richard einen Sohn und zwei Töchter. Nach Armstrongs Krebserkrankung und der darauffolgenden Chemotherapie wurden die Kinder durch künstliche Befruchtung gezeugt. Diese Ehe wurde im Jahr 2004 geschieden. Mit seiner Frau Anna Hansen hat er zwei weitere Kinder, die 2009 und 2010 geboren wurden. Bekannt wurden Beziehungen zu der Rocksängerin Sheryl Crow und der Schauspielerin Ashley Olsen. Neben dem Radsport zeigt Armstrong auch in anderen Bereichen Interesse. So spielte er 2004 im Film Voll auf die Nüsse (u. a. mit Vince Vaughn und Ben Stiller) sich selbst. Mit seinem Buch It’s Not About the Bike (deutsch Tour des Lebens) führte er die Bestsellerliste an. Er nahm auch am New-York-City-Marathon und am Leadville Trail 100, einem der härtesten Mountainbikerennen der USA, erfolgreich teil. Er engagiert sich für die Begleitung und Unterstützung von Menschen, die an Krebs erkrankt sind oder bereits geheilt sind, sowie für die Krebsprävention und Krebsforschung. Dazu gründete er die Lance Armstrong Foundation bzw. Livestrong.
Armstrongs Tour-de-France-Siege in Verbindung mit seinem erfolgreichen Kampf gegen den Krebs waren mit Grund für seine jahrelange Prominenz und Rolle als Werbeträger. Auch das Gedenken an seine an Krebs verstorbene Freundin Stacy Pounds wurde dabei thematisiert. Armstrong trug ihr zum Gedenken eine Kette mit einem silbernen Kruzifix und zudem ein Medaillon seiner ehemaligen Frau Kristin mit einer Bibelstelle: „I have fought the good fight. I have finished the race. I have kept faith“ (2 Tim 4,7 ) Er war zeitweise für eine politische Karriere im Gespräch, unter anderem als Gouverneur von Texas. 2007 engagierte er sich zusammen mit dem früheren Präsidenten George H. W. Bush für eine Gesetzesinitiative, mit der nach einer erfolgreichen, von Armstrong intensiv unterstützten Volksabstimmung mit drei Milliarden US-Dollar Fördermitteln ein texanisches Krebsforschungszentrum eingerichtet wurde. Eine Finanzierung über eine Erhöhung der Tabaksteuer in Kalifornien um einen US-Dollar scheiterte allerdings.
Der Filmproduzent Frank Marshall plante eine Verfilmung von Lance Armstrongs Biographie Tour des Lebens. Als Drehbuchautor wurde Gary Ross engagiert.
Im Dezember 2012 nominierte die in Dallas erscheinende Zeitung Morning News Lance Armstrong für den Titel „Texaner des Jahres“. Als Begründung für diese Nominierung gab die Zeitung an, die Aufdeckung seiner Machenschaften hätten die Gefahren „blinder Heldenverehrung“ aufgezeigt.
Lance Armstrong betreibt seit 2016 einen Podcast „The Forward“, in dem er regelmäßig prominente Gäste zu ihrem Umgang mit Brüchen und Rückschlägen in ihrem Lebenslauf interviewt. Im Format „The Move“ diskutiert er schwerpunktmäßig radsportspezifische Themen.

## Livestrong und die Lance Armstrong Foundation
Im Sommer 2004 entwarf Nike für Armstrong das Livestrong-Armband. Das Armband war Teil der Kampagne „Wear Yellow Live Strong“ (Trage Gelb, lebe stark), deren Ziel es ist, Krebskranke und Krebsüberlebende zu unterstützen und das Bewusstsein für diese Krankheit zu fördern. In Zusammenarbeit mit Nike kamen so über 70 Millionen US-Dollar für die Lance Armstrong Foundation (LAF) zusammen.
Bis Juli 2007 wurden über 70 Millionen Livestrong-Armbänder verkauft. Der Erlös der Livestrong-Kollektion von Nike geht vollständig an die Stiftung. Zudem brachte Armstrong ein neues Label auf den Markt. Diese Radsportbekleidungslinie trägt zur Erinnerung an den Tag, an dem bei Armstrong Krebs diagnostiziert wurde, den 2. Oktober, die beiden Zahlen zehn und zwei. Ein Großteil der Einnahmen fließt in die LAF.
Nike beendete im Oktober 2012 die Zusammenarbeit mit Armstrong. Die US-Brauerei Anheuser-Busch gab bekannt, dass sie den 2012 auslaufenden Vertrag mit Armstrong nicht verlängern werde. Die Organisation Livestrong solle aber weiterhin unterstützt werden.
Armstrong trat im Oktober 2012 nach fünfjähriger Tätigkeit als Vorsitzender seiner Krebsstiftung zurück, um der Stiftung „jegliche Negativeffekte zu ersparen“.

## Erfolge
Eintagesrennen
- Straßenweltmeister 1993
- Clásica San Sebastián 1995
- Flèche Wallonne 1996
- Trofeo Laigueglia 1993
- US-amerikanischer Straßenmeister 1993

Rundfahrten
- Tour DuPont 1995, 1996

Etappensiege bei Rundfahrten
- zwei Etappen Tour de France: 1993 und 1995

Triathlon
- Ironman 70.3 Florida 2012
- Ironman 70.3 Hawaii 2012

## Aberkannte Erfolge
Rundfahrten
- Tour de France 1999, 2000, 2001, 2002, 2003, 2004, 2005[53]
- Tour de Suisse 2001
- Dauphiné Libéré 2002, 2003
- Grand Prix Midi Libre 2002
- Rheinland-Pfalz-Rundfahrt 1998
- Luxemburg-Rundfahrt 1998
- Tour de Georgia 2004

Etappensiege bei Rundfahrten
- 20 Etappen Tour de France: 1999 (4), 2000, 2001 (4), 2002 (4), 2003, 2004 (5), 2005
- zwei Etappen Tour de Suisse: 2001 (2)
- vier Etappen Dauphiné Libéré: 1999, 2000, 2002, 2003

Olympische Spiele
- Olympisches Einzelzeitfahren Straße 2000

Zeitfahren
- Grand Prix des Nations (Einzelzeitfahren) 2000
- Grand Prix Eddy Merckx (Paarzeitfahren) 2000

## Auszeichnungen
- Vélo d’Or 1999, 2000, 2001, 2003, 2004. Diese Auszeichnungen wurden im Oktober 2012 annulliert.[54]
- Weltsportler des Jahres (La Gazzetta dello Sport): 1999
- Laureus World Sports Awards/Comeback des Jahres 2000
- US-amerikanischer Sportler des Jahres (Sports Illustrated) 2002
- Sportler des Jahres (Associated Press) 2002, 2003, 2004, 2005
- Weltsportler des Jahres 2003

## Filme
- The Program – Um jeden Preis, Regie: Stephen Frears, Drehbuch: John Hodge. Drama, Sport, Studiocanal
- 2004: Voll auf die Nüsse (Dodgeball: A True Underdog Story)